# Сиухский сельсовет (Хунзахский район)
Сиухский сельсовет — административно-территориальная единица и муниципальное образование со статусом сельского поселения в Хунзахском районе Дагестана Российской Федерации.
Административный центр — село Сиух.

## Население
| 2002 | 2010 | 2012 | 2013 | 2014 | 2015 | 2016 |
| ---- | ---- | ---- | ---- | ---- | ---- | ---- |
| 514  | ↘425 | ↘424 | ↗428 | →428 | ↘422 | ↗425 |
| 2017 | 2018 | 2019 | 2020 | 2021 | 2023 | 2024 |
| →425 | ↘424 | ↗426 | ↗432 | ↘400 | ↘396 | ↗399 |
| 2025 |      |      |      |      |      |      |
| ↗400 |      |      |      |      |      |      |

## Состав
| № | Населённый пункт | Тип населённого пункта       | Население |
| - | ---------------- | ---------------------------- | --------- |
| 1 | Сентух           | село                         | ↘94       |
| 2 | Сиух             | село, административный центр | ↗306      |